# Nepalomyia horvati
Nepalomyia horvati är en tvåvingeart som beskrevs av Wang och Yang 2004. Nepalomyia horvati ingår i släktet Nepalomyia och familjen styltflugor.
Artens utbredningsområde är Taiwan. Inga underarter finns listade i Catalogue of Life.